# Misti
Misti er en 5.822 meter høj vulkan, som ligger uden for byen Arequipa i i det sydlige Peru.
16°17′47″S 71°24′38″V / 16.2964°S 71.4106°V